# Simha Arom
Simha Arom (Düsseldorf, 16 agosto 1930) è un etnomusicologo francese.
Arom è un esperto di musiche dell'Africa centrale, in particolare di quelle della Repubblica Centrafricana.

## Opere
- Contes et chantefables ngbaka-ma'bo (République Centrafricaine), Paris, Selaf, "Bibliothèque" 21-22, 1970, 238 p.
- Les mimbo, génies du piégeage et le monde surnaturel des Ngbaka-Ma'bo (République Centrafricaine), Parigi, Selaf, "Bibliothèque" 44-45, 1975, 153 p. (en collaboration avec Jacqueline M. C. Thomas)
- Essai d'une notation des monodies à fin d'analyse, in "Revue de musicologie", LV, 2, 1979, pp. 172–216
- Polyphonies et polyrythmies instrumentales d'Afrique Centrale, 2 voll., SELAF, Parigi, 1985
- Les musiques traditionelles d'Afrique Centrale: conception/perception, in "Contrechamps", 10, 1989, pp. 177–95
- Un sintetizzatore nella savana centro-africana. Un metodo di ricognizione interpretativa delle scale musicali, in "Culture musicali", VIII, 15/16, 1989, pp. 9–24
- African Polyphony and Polyrhythm. Structure and Methodology, Cambridge, Cambridge University Press, 1991, 620 p.
- La fanfare de Bangui, Éditions La Découverte, 2009

## Documentari
- L'arc musical ngbaka, 16 mm, noir et blanc, 1970, CNRS-Comité du film ethnographique (11 minutes)
- Les enfants de la danse, 16 mm, couleur, 1970, CNRS-Comité du film ethnographique (en collaboration avec Geneviève Dournon) (13 minutes)
- Ango : une leçon de musique africaine, vidéo, 1997, CNRS Images/Média (36 minutes)